# Bitwa nad Eurymedonem
Bitwa nad Eurymedonem – starcie zbrojne, które miało miejsce ok. 466 p.n.e. u ujścia rzeki Eurymedon w Pamfylii, na południowym wybrzeżu Azji Mniejszej pomiędzy Związkiem Morskim (skupiającym część greckich poleis) a Imperium perskim. 
Persowie postanowili przełamać grecką dominację na morzu i w tym celu zorganizowali dużą flotę fenicką, którą na lądzie miała wspierać perska armia. U ujścia Eurymedonu doszło do morsko-lądowej bitwy z flotą ateńską dowodzoną przez Kimona, w której Persowie ponieśli druzgocącą klęskę (stracili 200 okrętów). Bitwa dała Ateńczykom panowanie we wschodnim basenie Morza Śródziemnego.